# Real-time Transport Protocol
Real-time Transport Protocol（リアルタイム トランスポート プロトコル、RTP）は、音声や動画などのデータストリームをリアルタイムに配送するためのデータ通信プロトコルである。

## 概要
RTSPやH.323の通信プロトコルのデータ部分に使用される。
ほぼ全てのVoIP関連製品は、RTPを利用して、音声情報をIPネットワーク上へ送出している。
これは、リアルタイムストリームを運ぶためのプロトコルとしてIETFおよびITUによって標準化されている。
RTPは典型的にはUDP上で利用される。TCPと違ってUDPのヘッダーには「シーケンス（順序）番号」の項目が存在しないため順序の組み立てができない。しかし、RTPパケットを受信したホストは、RTPパケット内のヘッダーにある情報のうち、時刻情報（タイムスタンプ）から各パケットの時間的な順序関係を把握し、データを再生することができる。（詳細は #順序制御）。
RTPパケットも他のパケットと同様に、ネットワークを経由して転送されていく中で、喪失や、配送の遅れが起こる。しかし、映像や音声のデータ（ストリーミングメディアデータ）は、データの一部が多少欠けていても再生が可能であるため、データの受信側では、喪失や、配送の遅れたパケットは無視し、受信側が期待する時間に到着したパケットだけを利用してデータを再生することができる。
RTPは単独で利用されることはなく、RTCP (RTP Control Protocol) のような制御プロトコルと組み合わせて利用される。RTPとRTCPはともにRFC 3550にて標準化されている。
|                          |                          | UDP | RTP/UDP | TCP |
| ------------------------ | ------------------------ | --- | ------- | --- |
| アプリ間通信             | アプリ間通信             | ✔   | ✔       | ✔   |
| パケットトランザクション | パケットトランザクション | ✔   | ✔       | ✔   |
| ストリーム通信           | ストリーム通信           | -   | ✔       | ✔   |
| 順序制御                 |                          |     |         |     |
|                          | 到着順序保証             | -   | -       | ✔   |
| シーケンス順序復元       | -                        | ✔   | ✔       |     |
| 到達保証                 | 到達保証                 | -   | -       | ✔   |

## 機能
RTPは以下の機能を提供する。

### ストリーム送信
パケット通信プロトコルは独立したパケットを送信するため、パケット間の関係性を扱わない。RTP はストリーム機能を提供することで、音声や動画などデータストリームの送信を可能にする。

#### 順序制御
ネットワークの輻輳や負荷分散、その他ネットワークの予測できない振る舞いにより、パケットは遅延し順序がばらばらに届きうる。パケット集合をストリームとしてデコードするにはパケットの順序を知る必要がある。RTPはストリームシーケンス番号機能を提供することで順序制御を可能にする。

## パケットヘッダー
| 0         | バージョン                       | バージョン                       | P                                | X                                | CC                               | CC                               | CC                               | CC                               | M                                | PT                               | PT                               | PT                               | PT                               | PT                               | PT                               | 順序番号                         | 順序番号         | 順序番号         | 順序番号         | 順序番号         | 順序番号         | 順序番号         | 順序番号         | 順序番号         | 順序番号         | 順序番号         | 順序番号         | 順序番号         | 順序番号         | 順序番号         |                  |                  |
| 32        | タイムスタンプ                   | タイムスタンプ                   | タイムスタンプ                   | タイムスタンプ                   | タイムスタンプ                   | タイムスタンプ                   | タイムスタンプ                   | タイムスタンプ                   | タイムスタンプ                   | タイムスタンプ                   | タイムスタンプ                   | タイムスタンプ                   | タイムスタンプ                   | タイムスタンプ                   | タイムスタンプ                   | タイムスタンプ                   | タイムスタンプ   | タイムスタンプ   | タイムスタンプ   | タイムスタンプ   | タイムスタンプ   | タイムスタンプ   | タイムスタンプ   | タイムスタンプ   | タイムスタンプ   | タイムスタンプ   | タイムスタンプ   | タイムスタンプ   | タイムスタンプ   | タイムスタンプ   | タイムスタンプ   | タイムスタンプ   |
| 64        | SSRC識別子                       | SSRC識別子                       | SSRC識別子                       | SSRC識別子                       | SSRC識別子                       | SSRC識別子                       | SSRC識別子                       | SSRC識別子                       | SSRC識別子                       | SSRC識別子                       | SSRC識別子                       | SSRC識別子                       | SSRC識別子                       | SSRC識別子                       | SSRC識別子                       | SSRC識別子                       | SSRC識別子       | SSRC識別子       | SSRC識別子       | SSRC識別子       | SSRC識別子       | SSRC識別子       | SSRC識別子       | SSRC識別子       | SSRC識別子       | SSRC識別子       | SSRC識別子       | SSRC識別子       | SSRC識別子       | SSRC識別子       | SSRC識別子       | SSRC識別子       |
| 96        | CSRC識別子 ...                   | CSRC識別子 ...                   | CSRC識別子 ...                   | CSRC識別子 ...                   | CSRC識別子 ...                   | CSRC識別子 ...                   | CSRC識別子 ...                   | CSRC識別子 ...                   | CSRC識別子 ...                   | CSRC識別子 ...                   | CSRC識別子 ...                   | CSRC識別子 ...                   | CSRC識別子 ...                   | CSRC識別子 ...                   | CSRC識別子 ...                   | CSRC識別子 ...                   | CSRC識別子 ...   | CSRC識別子 ...   | CSRC識別子 ...   | CSRC識別子 ...   | CSRC識別子 ...   | CSRC識別子 ...   | CSRC識別子 ...   | CSRC識別子 ...   | CSRC識別子 ...   | CSRC識別子 ...   | CSRC識別子 ...   | CSRC識別子 ...   | CSRC識別子 ...   | CSRC識別子 ...   | CSRC識別子 ...   | CSRC識別子 ...   |
| 96+32×CC  | プロファイル固有の拡張ヘッダーID | プロファイル固有の拡張ヘッダーID | プロファイル固有の拡張ヘッダーID | プロファイル固有の拡張ヘッダーID | プロファイル固有の拡張ヘッダーID | プロファイル固有の拡張ヘッダーID | プロファイル固有の拡張ヘッダーID | プロファイル固有の拡張ヘッダーID | プロファイル固有の拡張ヘッダーID | プロファイル固有の拡張ヘッダーID | プロファイル固有の拡張ヘッダーID | プロファイル固有の拡張ヘッダーID | プロファイル固有の拡張ヘッダーID | プロファイル固有の拡張ヘッダーID | プロファイル固有の拡張ヘッダーID | プロファイル固有の拡張ヘッダーID | 拡張ヘッダー長   | 拡張ヘッダー長   | 拡張ヘッダー長   | 拡張ヘッダー長   | 拡張ヘッダー長   | 拡張ヘッダー長   | 拡張ヘッダー長   | 拡張ヘッダー長   | 拡張ヘッダー長   | 拡張ヘッダー長   | 拡張ヘッダー長   | 拡張ヘッダー長   | 拡張ヘッダー長   | 拡張ヘッダー長   | 拡張ヘッダー長   | 拡張ヘッダー長   |
| 128+32×CC | 拡張ヘッダー ...                 | 拡張ヘッダー ...                 | 拡張ヘッダー ...                 | 拡張ヘッダー ...                 | 拡張ヘッダー ...                 | 拡張ヘッダー ...                 | 拡張ヘッダー ...                 | 拡張ヘッダー ...                 | 拡張ヘッダー ...                 | 拡張ヘッダー ...                 | 拡張ヘッダー ...                 | 拡張ヘッダー ...                 | 拡張ヘッダー ...                 | 拡張ヘッダー ...                 | 拡張ヘッダー ...                 | 拡張ヘッダー ...                 | 拡張ヘッダー ... | 拡張ヘッダー ... | 拡張ヘッダー ... | 拡張ヘッダー ... | 拡張ヘッダー ... | 拡張ヘッダー ... | 拡張ヘッダー ... | 拡張ヘッダー ... | 拡張ヘッダー ... | 拡張ヘッダー ... | 拡張ヘッダー ... | 拡張ヘッダー ... | 拡張ヘッダー ... | 拡張ヘッダー ... | 拡張ヘッダー ... | 拡張ヘッダー ... |

RTPヘッダーは、12バイトが最小サイズである。
ヘッダーの後ろのオプションの拡張ヘッダーは存在してもよい。

### 順序番号
順序番号（英: sequence number）はRTPパケットの送出順序番号である。初期値はランダムである。

### SSRC識別子
SSRC識別子（英: SSRC identifier）はRTPストリームの識別子である。SSRC識別子の実体はRTPセッション内で一意な32bitのランダム値である。

## 仕様

### 下層プロトコル
RTPはトランスポートプロトコル上で利用される。
仕様上、下層プロトコルは特定プロトコルに縛られないが、ポート機能を前提とする。

### 規格書
IETF において RTP に関する規格が策定されている。以下はその一部である：
| 規格書名                                                                              | 規格種別              | 発行日  |
| ------------------------------------------------------------------------------------- | --------------------- | ------- |
| RTP: A Transport Protocol for Real-Time Applications                                  | RFC Internet Standard | 2003-07 |
| A Taxonomy of Semantics and Mechanisms for Real-Time Transport Protocol (RTP) Sources | RFC Informational     | 2015-11 |